# Oriza Hirata
Pour les articles homonymes, voir Hirata.
Oriza Hirata (平田 オリザ, Hirata Oriza) est un écrivain, metteur en scène et essayiste japonais, né à Tokyo le 8 novembre 1962, auteur de plus de 30 pièces

## Biographie
Hirata Oriza est né en 1962. À 16 ans, il effectue un périple de 20 000 km à vélo qui le conduira à travers 26 pays. En 1983, toujours étudiant, il crée la troupe Seinendan qui se base sur la pratique du gendai kogo engeki (Théâtre contemporain en style parlé).
Il est directeur du théâtre Komaba Agora de Tôkyô qui héberge sa troupe depuis 1986, professeur au Centre Universitaire d'Osaka en communication design et professeur de théâtre à l'Université d'Obirin.
En 2008-2009, il effectue une tournée européenne avec sa troupe en France, Belgique,, et Angleterre. Les pièces sont jouées en japonais et surtitrées en langue locale.

## Théorie théâtrale
Son théâtre utilise la langue japonaise utilisée quotidiennement lors de conversations ordinaires et banales. Le théâtre traite habituellement de grandes amours, de meurtres, d'affaires qui ne concernent pas la vie quotidienne des gens. Or, la vie ordinaire contient tous ces mêmes aspects : joie, tristesse, simplicité, complexité, élégance, richesse.
Ce sont ces aspects qu'il essaye de reconstituer sur scène par diverses techniques:

- Des phrases sont dites si doucement qu'elles sont parfois à peine entendues.

- De multiples conversations se passent simultanément.

- Les acteurs tournent le dos au public.

## Associations
- Membre du groupe P4, regroupement de quatre metteurs en scène (Yukikazu Kano, Oriza Hirata, Satoshi Miyagi, Masahiro Yasuda).
- Membre du Conseil de Direction de « Engekijin Kaigi » (Théâtre InterAction)
- Membre du jury de la Fondation du Japon.
- Membre de la Fondation japonaise des arts du spectacle.
- Membre de la Société japonaise pour la recherche théâtrale
- Membre de l'Association des écrivains de théâtre du Japon
- Membre de la Fondation du Japon pour le Conseil sur les échanges culturels Nippo-Coréen.

### Théorie
- Gendai Kogo Engeki no tameni (Pour un style parlé dans le théâtre contemporain)
- Toshi ni syukusai wa iranai, (La ville n'a pas besoin de festival)
- Engekinyumon (Introduction au théâtre)
- Geijutsurikkokuron (L'art à la base de la nation)

### Pièces
- Gens de Séoul (ソウル市民, 1991), Trad. Rose-Marie Makino-Fayolle, Les Solitaires Intempestifs
- Gens de Séoul 1909 (ソウル市民, 1991), Trad. Rose-Marie Makino-Fayolle, Les Solitaires Intempestifs
- Nouvelles du plateau S (Ｓ高原から, 1994), Trad. Rose-Marie Makino-Fayolle, Les Solitaires Intempestifs
- Tōkyō Notes (東京ノート, 1995), Trad. Rose-Marie Makino-Fayolle, Les Solitaires Intempestifs
- Les rois de l'aventure (冒険王, 1996), Trad. Yutaka Makino, Les Solitaires Intempestifs
- Gens de Séoul 1919 (ソウル市民１９１９, 2000), Trad. Rose-Marie Makino-Fayolle, Les Solitaires Intempestifs
- Chants d'adieu (別れの唄, 2007), Trad. Yutaka Makino, Les Solitaires Intempestifs
- Au fond de la forêt (森の奥, 2008), Trad. Rose-Marie Makino-Fayolle, Les Solitaires Intempestifs

### Autres
- Jurofusai no Oriza no Bolen o Shirusu Hon (Les Aventures de Oriza à 16 ans), Éditions Banseisha, 1981
- Jukenno Kunino Oriza (Oriza et les examens d'entrée), Éditions Banseisha, 1983

## Distinctions
- Prix Kunio Kishida, 1995
- Prix Yomiuri, 1998, 2002
- Prix Asashi, 2003
- Prix Montblanc de la culture Arts Patronage, 2006